# Zweden en de euro

Eurozone
EU-lidstaten met verplichting de euro in te voeren
EU-lidstaten die een uitzonderingsbepaling hebben op het invoeren van de euro
Gebieden buiten de EU die de euro gebruiken krachtens een overeenkomst met de EU (San Marino, Monaco, Vaticaanstad en Andorra)
Gebieden buiten de EU die de euro gebruiken zonder een overeenkomst met de EU

Zweden maakt geen gebruik van de euro, en heeft nog geen plannen (status 2024) om de Zweedse kroon (SEK) te vervangen door de euro. Het land heeft zich bij toetreding tot de EU (1994) verplicht tot het invoeren van de Europese munteenheid. In tegenstelling tot het Verenigd Koninkrijk en Denemarken, die indertijd aparte voorwaarden bedongen (opt-out) op het Verdrag van Maastricht, waarin onder andere de muntunie is geregeld. Dit geldt ook voor landen die later toetreden tot de Europese Unie: elke nieuwe lidstaat zal ooit de euro moeten invoeren als nationale munt.

## Toetredingsverdrag 1994
Zweden is onder het Toetredingsverdrag van 1994 verplicht om lid te worden van de eurozone wanneer het de economische voorwaarden (Convergentiecriteria) haalt die zijn bepaald in het Verdrag van Maastricht. Zweden zou op het moment van ondertekening aan alle criteria hebben voldaan, behalve aan toetreding tot het Europees Wisselkoersmechanisme (WKM II).
Deze toetreding is sindsdien voor onbepaalde tijd uitgesteld. Zweden heeft als standpunt dat toetreding tot het WKM II (een van de vijf voorwaarden voor de invoering van de euro naast bijvoorbeeld het percentages staatsschuld en inflatie) geschiedt op vrijwillige basis. Zweden kiest ervoor om buiten het WKM II te blijven tot na het houden van een toetredingsreferendum; door dit referendum niet te organiseren wordt voorkomen dat aan deze voorwaarde voor invoering wordt voldaan.

## Status van de euro

Wisselkoers EUR-SEK sinds 1999

Na het houden van een toetredingsreferendum in 1994, waarin 52% van de Zweden voor toetreding stemde, en het ratificeren van het toetredingsverdrag, trad Zweden in 1995 toe tot de Europese Unie. In het toetredingsverdrag met Zweden is de verplichting opgenomen de euro in te voeren als nationale valuta, zodra het land geschikt wordt geacht hieraan deel te nemen. Echter een van de voorwaarden is dat de "oude" nationale munt ten minste twee jaar in het Europees Wisselkoersmechanisme verblijft. Door toetreding hiertoe te laten beslissen in een referendum en dit niet te houden, houdt Zweden voorlopig de boot af voor het invoeren van de euro. De meeste politieke partijen in Zweden zijn ervan overtuigd dat het in het belang van Zweden is de kroon in te ruilen voor de euro als valuta. Alle partijen hebben echter het standpunt ingenomen dat hieraan twee voorwaarden zijn verbonden: het houden van een referendum voor toetreding tot WKM II en het accepteren van de uitslag van het referendum. Opiniepeilingen hebben laten zien dat de nee-stemmers veruit in de meerderheid zijn.
De EU heeft bij gebrek aan dwangmiddelen geaccepteerd dat Zweden nog niet is toegetreden tot de eurozone. Olli Rehn, de toenmalige Commissaris voor Economische Zaken, antwoordde op parlementaire vragen dat het aan de Zweden zelf is om deze beslissing te nemen.
Ondanks dat de euro nog geen wettig betaalmiddel is in Zweden, kan er op een aantal plaatsen wel mee betaald worden.
Zweden voldoet verder aan alle voorwaarden voor de invoering van de euro, behalve het lidmaatschap van WKM II.

### Euro referendum

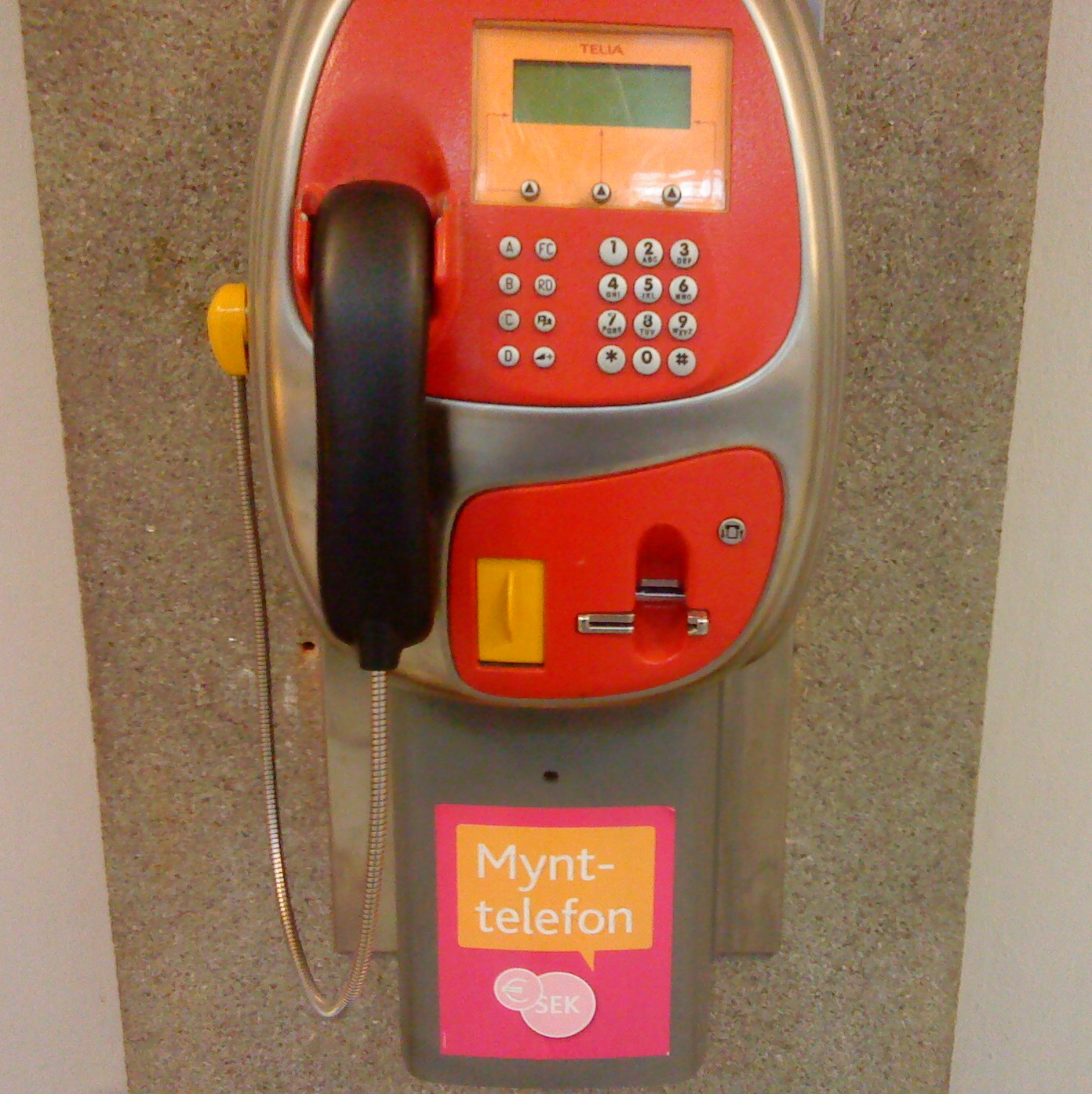
Alle telefooncellen in Zweden van TeliaSonera accepteren euromunten

In september 2003 werd er een referendum voor toetreding tot WKM II gehouden. De uitslag was dat 55,9% tegen lidmaatschap van de eurozone stemde. Hierdoor heeft Zweden de invoering van de euro voor onbepaalde tijd uitgesteld. Was de uitkomst van het referendum "ja" geweest, dan zou Zweden de euro op 1 januari 2006 hebben ingevoerd.
De voorstemmers woonden vooral in Stockholms län (54,7% voor) en Skåne län (49,3% voor). Bij Skåne moet wel vermeld worden dat het aantal uitgebrachte blanco en ongeldige stemmen dat beide kampen geen duidelijke winnaar opleverden. In alle andere län werd in meerderheid tegen de euro gestemd.

## Gebruik van de euro

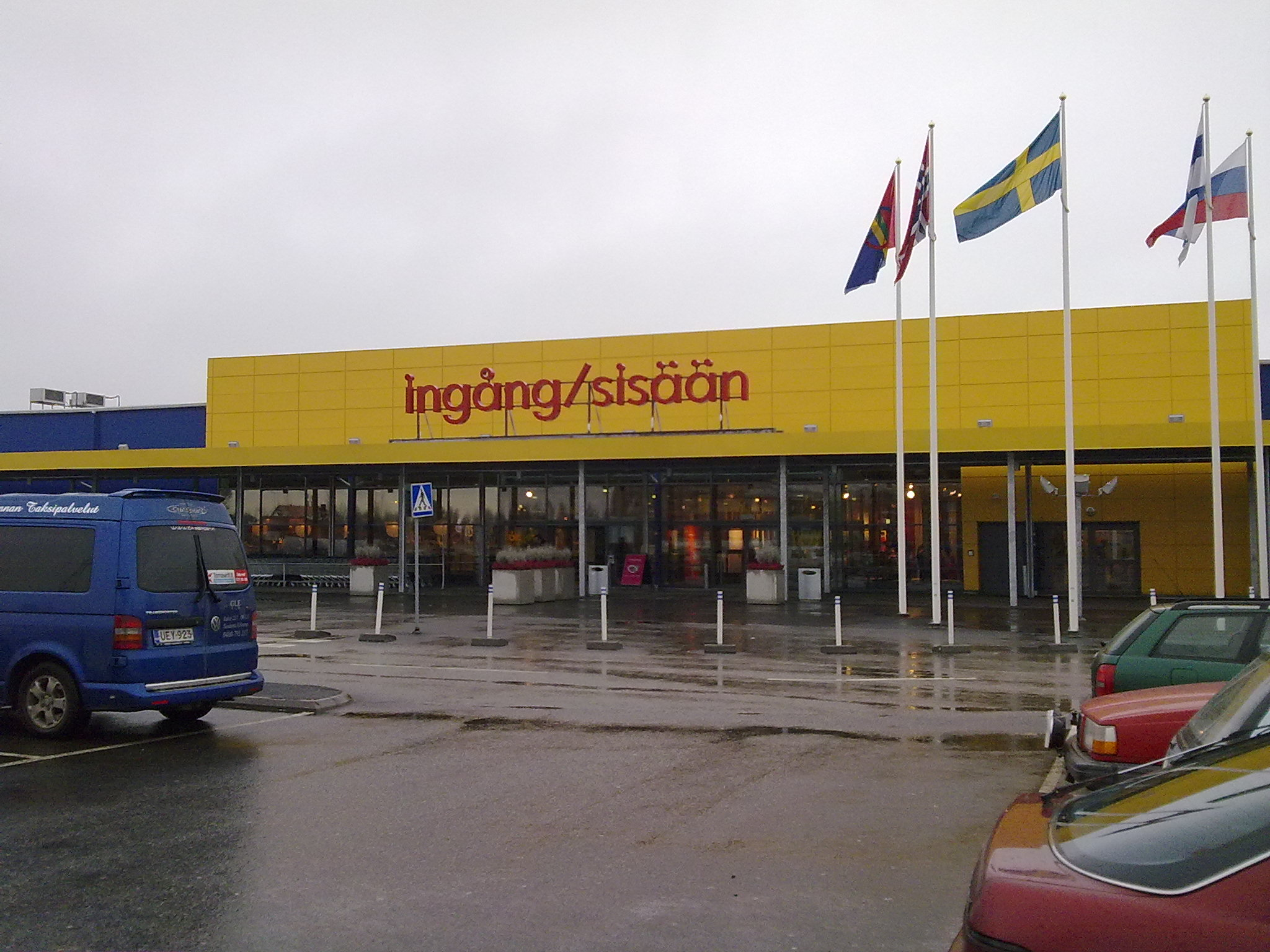
IKEA in Haparanda, van dit filiaal maken veel Finnen gebruik

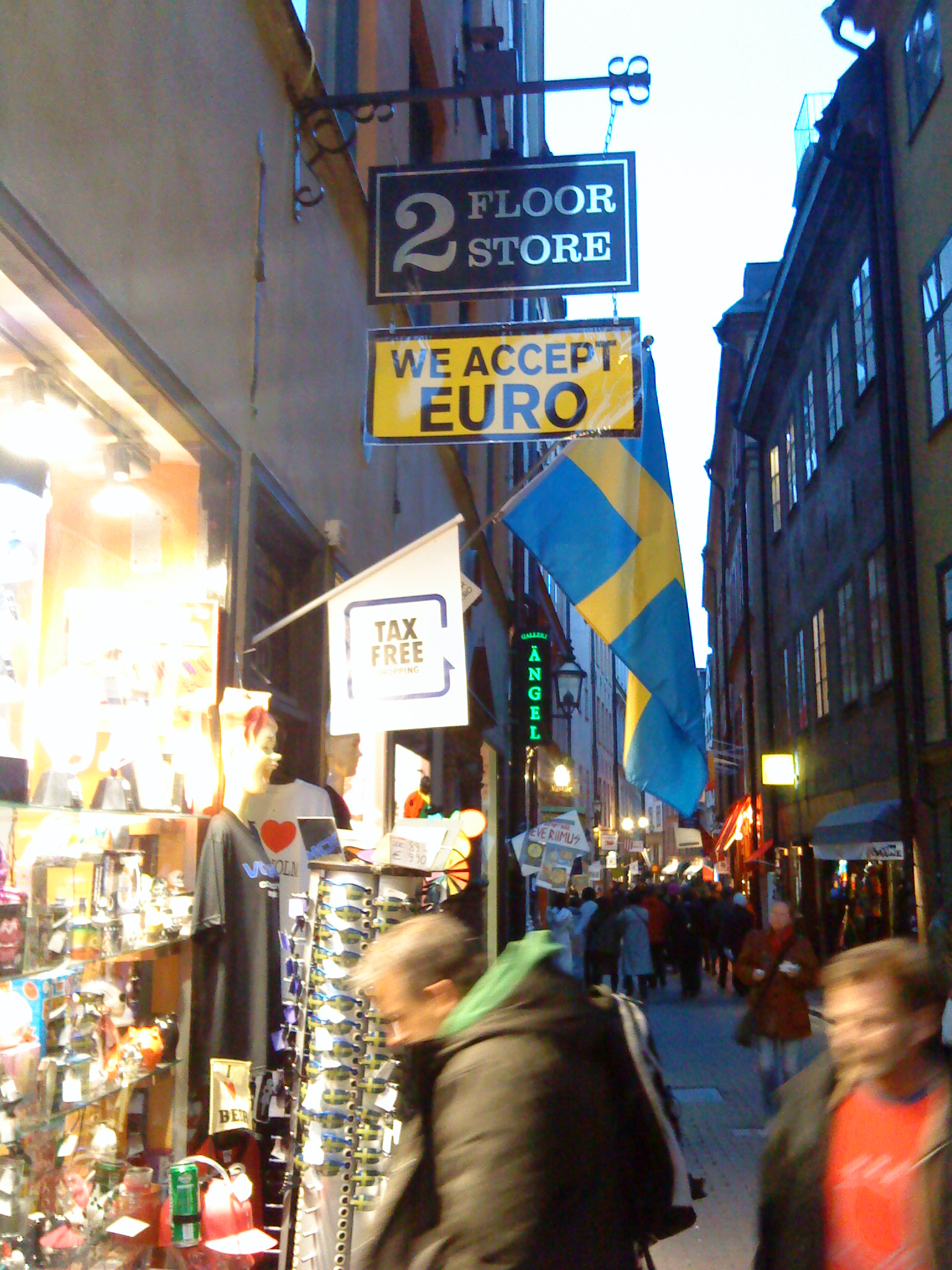
winkel in Stockholm die de euro accepteert (in het toeristisch gebied). Borden als deze zijn een zeldzaamheid in Stockholm.

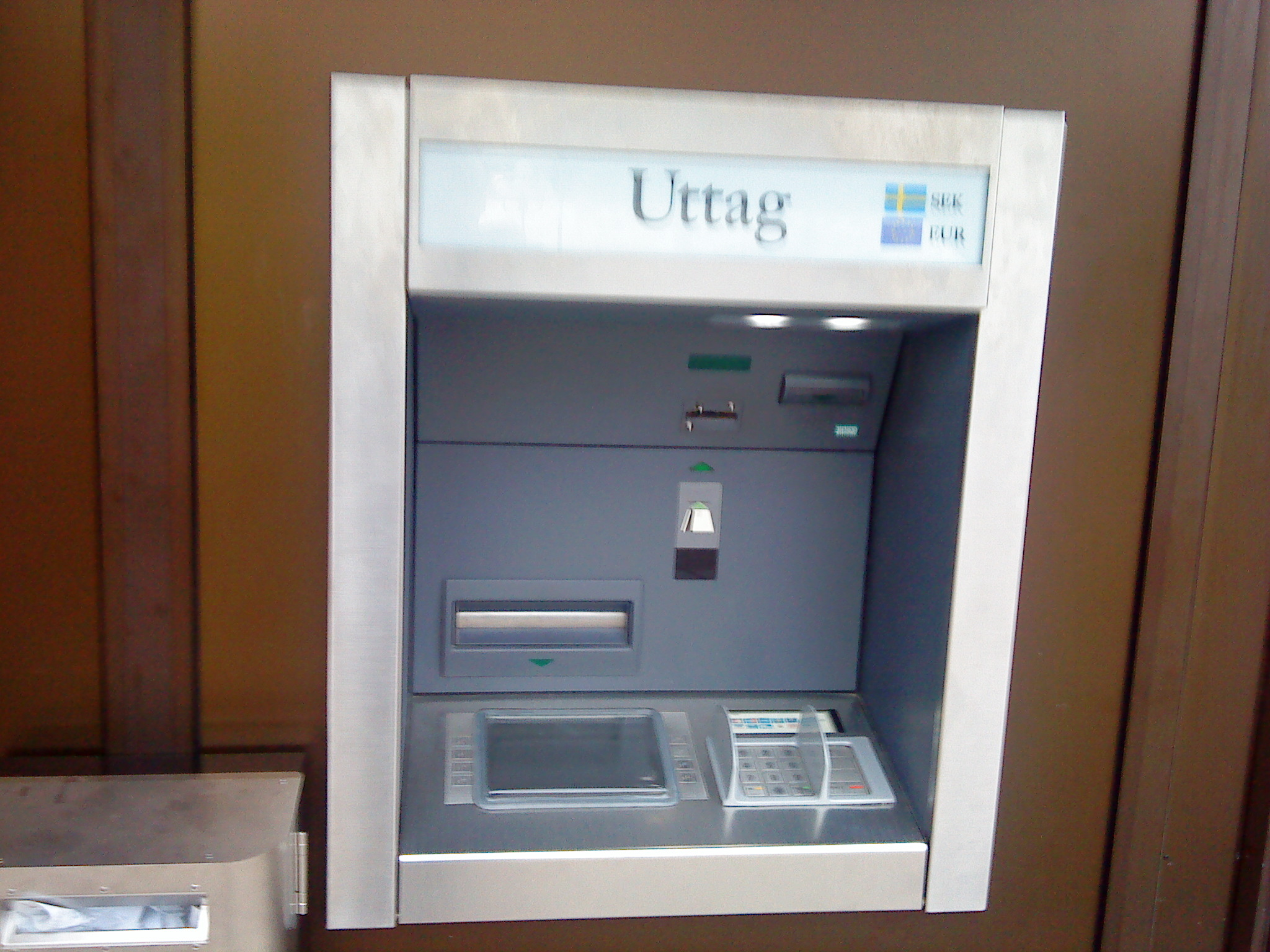
Deze geldautomaat is geladen met geldcassettes in euro en kroon

Veel winkels, hotels en restaurants accepteren euro's. hiervan is vooral sprake in grensgebieden. Winkels die als verdienmodel de buitenlandse toerist of zakenreiziger hebben zijn eerder geneigd vreemde valuta, zoals de euro, te accepteren.

#### Gebruik als wettig betaalmiddel
Zaken zoals geldzaken worden bepaald door het Zweeds parlement, hieronder valt ook de keuze voor wettige betaalmiddelen. Ondanks dit principe beweren een aantal gemeenteraden dat de euro wettig betaalmiddel is in hun gemeente. Dit betekent dat de gemeente met winkeleigenaren afspraken heeft gemaakt over de acceptatie van de euro als betaalmiddel. Voor winkeleigenaren is het niet verplicht hieraan deel te nemen en de term "wettig betaalmiddel" wordt veelal gebruikt als een marketinginstrument.

### Gemeenten in Zweden die de euro accepteren

#### Haparanda
De enige Zweedse plaats vlak bij de eurozone is Haparanda. In Haparanda wordt in veel winkels de prijs in zowel Zweedse kronen als euro vermeld en bijna alle winkels accepteren hier euro's als betaalmiddel. Haparanda is door de komst van IKEA en andere winkels een belangrijke winkelplaats geworden. Ongeveer 200.000 Finnen leven binnen 150 km afstand van deze plaats.
Enkele gemeenten en vooral Haparanda, willen de euro als wettig betaalmiddel, en bijvoorbeeld in het arbeidscontract voor Finse medewerkers het salaris vermeld hebben in euro. Dit is echter niet toegestaan omdat de euro geen geldige valuta in Zweden is. In het arbeidscontract, op de salarisstrook en de belastingpapieren moet de waarde in kronen vermeld staan. Het staat ondernemers vrij de daadwerkelijke uitbetaling van het salaris te doen in euro's.
Haparanda is een van de weinige gemeenten die hun begroting publiceren in zowel kroon als euro. Daarnaast heeft Haparanda een innig samenwerkingsverband met de buurgemeente Tornio in Finland.

#### Höganäs
De gemeente Höganäs beweerde de eerste gemeente te zijn waar alle betalingen in zowel kroon als euro kan geschieden. Met ingang van 1 januari 2009 is het mogelijk in winkels te betalen met twee valuta. Vanaf die datum kunnen rekeningen en de huur voldaan worden in kroon en euro. Veel winkels prijzen in zowel kroon als euro en de geldautomaten zijn voorzien van euro- en kroonbiljetten. Als euro's worden gekozen worden hier geen kosten voor in rekening gebracht (wettelijke bepaling in Zweden). Circa 60 procent van de winkels werkt hieraan mee en lokale banken hebben richtlijnen ontworpen om stortingen in euro te accepteren. Betalen met de euro is niet verplicht in Höganäs. De promotie voor de stad is ook door buitenlandse media opgepakt.

#### Helsingborg en Malmö
Enkele winkels accepteren euro's en hanteren prijzen in meerdere valuta. Dit komt voornamelijk voor bij toeristische winkels, zoals in de rest van Zweden. Prijzen en acceptatie van de Deense kroon zijn in beide steden waarschijnlijker dan de acceptatie van de euro.

#### Pajala en Övertorneå
De gemeenten Pajala en Övertorneå grenzen aan Finland (en dus ook aan de eurozone). In beide gemeenten accepteren veel winkels euro's (en staat soms vermeld op de prijskaartjes), van gemeentewege is er echter geen motie aangenomen om de euro te accepteren. Er was in Parjala wel een motie in voorbereiding om de winkeliers de euro te laten accepteren

#### Sollentuna
Er was in juni 2009 een voorstel van de gemeente Sollentuna, dat de gemeente de euro als parallelle munteenheid zou gaan gebruiken vanaf 2010.

#### Stockholm
Stockholm is de belangrijkste stad in Zweden qua toerisme (gemeten naar het aantal overnachtingen van buitenlandse toeristen). Enkele winkels accepteren euro's, er is vanuit de gemeenteraad geen motie gekomen om winkeliers op te roepen euro's te accepteren. Ook kunnen Taxi's in Stockholm betaald worden met euro's. In 2009 was er een afgewezen voorstel om de euro in Stockholm te kunnen gebruiken als betaalmiddel.

### Geldautomaten
In Zweden zijn in een aantal gebieden geldautomaten geplaatst met een dubbel gelduitgiftesysteem. Vaak zijn dat euro's, ook komen geldautomaten voor met Britse ponden, Amerikaanse dollar, Deense of Noorse kroon. Al deze geldautomaten zijn ook gevuld met Zweedse kronen. De belangrijkste plaatsen voor dubbele valuta zijn: grote steden, internationale vliegvelden of grensgebieden.

### Gebruik van de euro in Zweeds recht en het banksysteem
De euro is aanwezig in enkele aspecten van het Zweeds recht (door EU-richtlijnen). Bijvoorbeeld dat een onderlinge betaling in euro tussen personen in verschillende lidstaten dezelfde kosten kent als in het land van de betalende persoon.
De Zweedse regering amendeerde dit voorstel zodat dit ook gold voor betalingen gebaseerd op de Zweedse kroon tussen personen in verschillende lidstaten Dit betekent dat zonder extra kosten euro's in Zweden uit de geldautomaat kunnen worden opgenomen en dat Zweden zonder extra kosten in de Europese Economische Ruimte (EER) gebruik kunnen maken van geldautomaten in dit gebied. Ook geldt deze bepaling voor internetbetalingen zonder een sending fee. De ontvangende bank kan nog steeds kosten in rekening brengen voor de betaling. Dit gaat iets minder ver dan de Europese Richtlijn, waar een vergoeding over betalingen in euro aan banden zijn gelegd. In de Deense wetgeving is bepaald dat de onkostenvergoeding binnen de EER dezelfde moet zijn als die voor binnenlandse betalingen.
Ook is het mogelijk dat beursgenoteerde bedrijven hun rekeningen en aandeelkapitaal kunnen vermelden in euro.

## Plannen
De belangrijkste politieke partijen in Zweden, inclusief de voormalige regeringscoalitie Alliantie voor Zweden, behalve de Centrum Partij), en de Zweedse Sociaal-Demokraten, zijn voorstander van de invoering van de euro.
Tommy Waidelich, woordvoerder economie van de Zweedse Sociaal-Democraten, denkt dat Zweden echter voor de "komende tijd" nog niet toetreedt tot de eurozone in augustus 2011.
De krant Sydsvenska Dagbladet beweerde op 26 november 2007 (enkele dagen na de aankondiging van plannen dat de voormalige premier Anders Fogh Rasmussen, opnieuw een euro/referendum wilde organiseren) de organisatie van een Zweeds referendum weleens een centraal thema kon zijn in de parlementsverkiezingen van 2010. Premier Fredrik Reinfeldt gaf in december 2007 te kennen dat wanneer meer buurlanden de euro gaan gebruiken het meer en meer opvalt dat Zweden nog een eigen munteenheid heeft.

### Europese verkiezingen van 2009

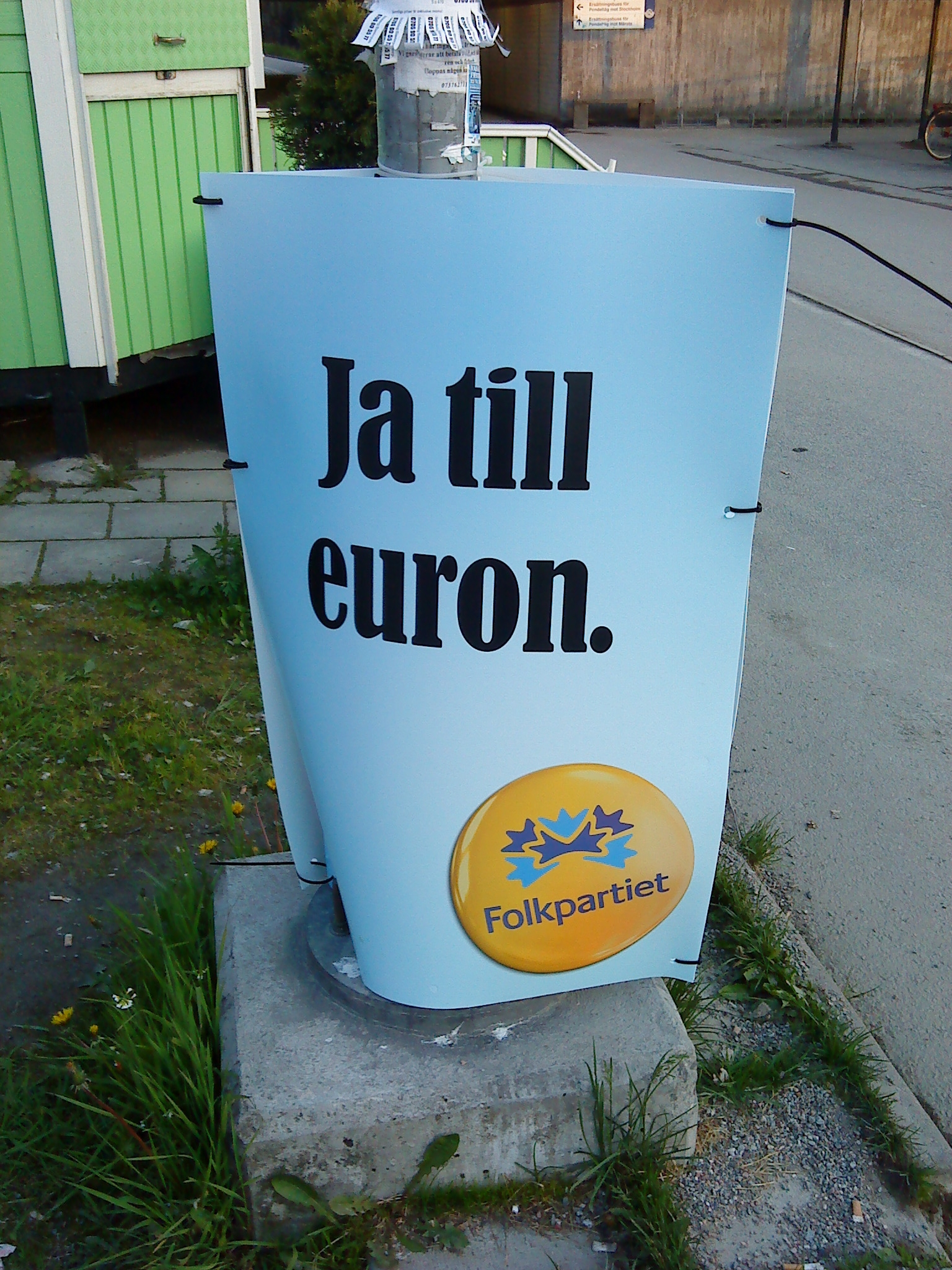
"Ja till euron" (Ja voor de euro) poster als onderdeel van de Europese parlementsverkiezingen van 2009.

Tijdens de campagne van de Europese parlementsverkiezingen van 2009 verklaarden de Liberale volkspartij en de Christendemocraten interesse te hebben in een tweede referendum voor het invoeren van de euro. Echter vonden de Gematigde Uniepartij en de Centrum Partij het tijdstip, mede gezien het referendum van 2003, ongelukkig gekozen.

## Economisch onderzoek
In 2009 toonden J. James Reade (Universiteit van Oxford) en Ulrich Volz (Duits Ontwikkelingsinstituut) aan dat de invoering van de euro een positief effect had op de Zweedse economie. In de studie kwam naar voren dat de Zweden vrij nauw de marktwaarde van de euro volgen, zelfs in tijden van economische crisis, en dat het beleid van de Europese Centrale Bank nauwgezet wordt opgevolgd. Dit toont aan dat de "papieren autonomie" van de Zweden wordt ingeruild voor directe invloed als wordt overgegaan tot invoering van de euro, omdat elk deelnemend land een zetel krijgt in het Europees Systeem van Centrale Banken.

## Opiniepeilingen
Premier Fredrik Reinfeldt kondigde in december 2007 aan, dat er geen referendum wordt gehouden voor toetreding tot WKM II voordat er een stabiele "ja" voorsprong is. De opiniepeilingen tonen een duidelijke "nee" voorsprong aan, met uitzondering van een aantal peilingen in 2009. Sinds 2010 is de overgrote meerderheid tegen invoering van de euro.

### Uitslagen
Enquêtes over de vraag of Zweden toe moet treden tot de eurozone worden regelmatig gehouden, voornamelijk door het nationaal statistisch bureau SCB. De resultaten worden weergegeven in de pers of via de internetpagina van het SCB.
| Datum onderzoek | Datum publicatie | JA    | NEE   | WEET NIET | aantal deelnemers | Peiling door                         |
| --------------- | ---------------- | ----- | ----- | --------- | ----------------- | ------------------------------------ |
| Mei 2004        | 18 juni 2004     | 37.8% | 50.9% | 11.3%     | 7046              | Statistische Dienst van Zweden (SCB) |
| November 2004   | 15 december 2004 | 37.3% | 48.6% | 14.3%     | 6919              | SCB                                  |
| Mei 2005        | 21 juni 2005     | 39.4% | 46.4% | 14.2%     | 6985              | SCB                                  |
| November 2005   | 20 december 2005 | 36.1% | 49.4% | 14.5%     | 6980              | SCB                                  |
| Mei 2006        | 20 juni 2006     | 38.1% | 48.7% | 13.2%     | 6870              | SCB                                  |
| November 2006   | 19 december 2006 | 34.7% | 51.5% | 13.8%     | 7012              | SCB                                  |
|                 | 24 maart 2007    | 37%   | 60%   | 3%        |                   | Skop                                 |
| Mei 2007        | 19 juni 2007     | 33.3% | 53.8% | 13%       | 6932              | SCB                                  |
| November 2007   | 18 december 2007 | 35.0% | 50.8% | 14.2%     | 6922              | SCB                                  |
| Mei 2008        | 17 juni 2008     | 34.6% | 51.7% | 13.7%     | 6817              | SCB                                  |
| November 2008   | 16 december 2008 | 37.5% | 47.5% | 15%       | 6687              | SCB                                  |
|                 | December 2008    | 44%   | 48%   | 7%        | 1006              | SCB                                  |
|                 | 1 maart 2009     | 45%   | 51%   | 4%        |                   | Skop                                 |
|                 | 19 april 2009    | 47%   | 45%   | 8%        |                   | Sifo                                 |
|                 | 12 mei 2009      | 51%   | 49%   | 0%        | 1000              | Novus Opinion                        |
|                 | 25 mei 2009      | 47%   | 44%   | 9%        | 1000              | Novus Opinion                        |
| Mei 2009        | 23 juni 2009     | 42.1% | 42.9% | 15.1%     | 6506              | SCB                                  |
| November 2009   | 15 december 2009 | 43.8% | 42.0% | 14.2%     | 6398              | SCB                                  |
|                 | 9 april 2010     | 37%   | 55%   | 8%        | 1004              | Demoskop                             |
| Mei 2010        | 15 juni 2010     | 27.8% | 60%   | 12.2%     | 6135              | SCB                                  |
| November 2010   | 14 december 2010 | 28.9% | 58.2% | 12.9%     | 6192              | SCB                                  |
| Mei 2011        | 15 juni 2011     | 24.1% | 63.7% | 12.2%     | 6147              | SCB                                  |
| November 2011   | 13 december 2011 | 11.2% | 80.4% | 8.4%      | 5907              | SCB                                  |
| Mei 2012        | 11 juni 2012     | 13.6% | 77.7% | 8.7%      | 5473              | SCB                                  |
| November 2012   | 12 december 2012 | 9.6%  | 82.3% | 8.0%      | 5479              | SCB                                  |
| Mei 2013        | 11 juni 2013     | 10.9% | 81.4% | 7.7%      | 5098              | SCB                                  |
| November 2013   | 11 december 2013 | 12.6% | 78.3% | 9.2%      | 5267              | SCB                                  |
| Mei 2014        | 10 juni 2014     | 13.1% | 77.4% | 9.6%      | 4757              | SCB                                  |
| Juni 2014       | juli 2014        | 19%   | 77%   | 4%        |                   | Eurobarometer                        |
| November 2014   | 10 december 2014 | 13.2% | 76.9% | 10.0%     | 5072              | SCB                                  |
| November 2014   | December 2014    | 23%   | 73%   | 4%        |                   | Eurobarometer                        |

SCB enquêtevraag: Als er een referendum wordt gehouden aan het einde van deze maand, over de invoering van de euro, hoe zou u dan stemmen?
Eurobarometer vraag: Bent u voor of tegen een Europese Economische & Monetaire Unie met een eenheidsmunt, de euro?

#### Kritiek op de vraagstelling
Hoe de enquêtevraag gesteld wordt heeft een grote invloed hoe de ondervraagden reageren. De enquête van het SCB tendeert richting een ja/nee keuze door het electoraat om de euro zo snel mogelijk in te voeren. Onderzoek door TNS Polska in Polen toonde aan dat de mensen die geneigd zijn voor invoering van de euro te stemmen, "nee" zullen stemmen als de munt te vlug wordt ingevoerd, maar dat een vraag als "Heeft Polen de euro over 10 jaar?" wel een meerderheid voor de invoering van de euro oplevert. De kritiek op de Eurobarometer vraag is dat de vraag te veel steun zoekt voor de Economische en Monetaire Unie als geheel en niet vraagt naar de voors of tegens van de invoering van de euro door de eigen staat.

## Zweedse euromunten
Er zijn nog geen ontwerpen vastgesteld voor de Zweedse euromunten. Geruchten in de media suggereerde dat het ontwerp voor de nieuwe 1 kroonmunt in 2001 een voorbereiding was op eventuele invoering van de euro in Zweden. Bij deze gelegenheid werd het portret van Koning Carl XVI Gustaf van Zweden gemoderniseerd. Het 10 kroon muntstuk had al een moderner portret van het staatshoofd. Dit feitje komt uit een voortgangsrapportage van de Sveriges Riksbank waarin de voorbereidingstijd voor de invoering van de euro kan worden verkort door hergebruik van het ontwerp van de 1 en 10 kronor munten voor de 1 en 2 euromunten.
Tijdens de hausse onder muntenverzamelaars ter gelegenheid van de introductie van de euro zijn er, aanvankelijk alleen door het Engelse bedrijf INA, maar later ook door andere bedrijven, 'patterns' van onder meer Deense, Engelse en Zweedse euromunten in omloop gebracht. In Nederland werden deze testeuro's genoemd. Hoewel een tijdlang populair en aan de prijs, betreft het penningen afkomstig van een privaat bedrijf. Deze patterns zijn geslagen zonder medewerking of instemming van de Koninklijke Zweedse Munt. Alleen de Koninklijke Zweedse Munt mag het Zweeds muntgeld aanmunten (slaan).
In Duitsland waren de testeuro's, daar 'Proben' genoemd, verboden handelswaar. In opdracht van de Duitse Munt werden eBay-veilingen waarop deze penningen aangeboden werden, verwijderd. Dit kat-en-muisspelletje dreef de verkoopwaarde van de penningen op.